# PsychoseNet
PsychoseNet is een online platform dat informatie biedt over verschillende psychische kwetsbaarheden, en zelfmanagement en herstel als doel heeft. De website richt zich onder andere op psychosegevoeligheid, stemmingsgevoeligheid, manie en depressie, schizofrenie en psychotrauma.
PsychoseNet werd in 2015 opgericht door psychiater Jim van Os in samenwerking met Stichting PsychoseNet als een online platform.

## Platformstructuur
Binnen Stichting PsychoseNet collaboreren zorgverleners, onderzoekers, cliënten en ervaringsdeskundigen als gelijkwaardige partners om feitelijke en ondersteunende informatie. De website biedt diverse herstelgerichte diensten. Zo bevat het informatieve en ondersteunende materialen, waaronder interviews, animaties, blogs en diverse hersteltips en -hulpmiddelen.
Verder verleent PsychoseNet anonieme e-health. Zo kunnen bezoekers gebruikmaken van het eSpreekuur en de chatfunctie. Het eSpreekuur stelt gebruikers in staat om vragen te stellen, met beantwoording door een team van experts. De chatfunctie biedt de mogelijkheid om anoniem in gesprek te gaan met daartoe opgeleide medewerkers, met als doel laagdrempelige ondersteuning en herstelgerichte begeleiding. Tussen 2020 en 2024 nam het aantal maandelijkse gesprekken in de chat toe van 100 naar 1300. Daarnaast is er een forum, waardoor mensen makkelijker contact leggen met anderen die vergelijkbare psychische problemen hebben.
PsychoseNet is gespecialiseerd in het geven van goede en makkelijk toegankelijke voorlichting over psychose. Het platform probeert bij te dragen aan het verminderen van stigma, sociale isolatie en eenzaamheid rondom psychische aandoeningen.

## PsychoseNet België
Nadat men in België kennis had genomen van dit platform, volgde financiële ondersteuning voor een soortgelijk project in België. De Belgische website werd opgezet door Brenda Froyen en in november 2017 gelanceerd. Zij droeg in september 2020 de leiding over aan Leen Verhaert. Drie jaar lang was de website gekoppeld aan het Nederlandse voorbeeld, maar sinds 2020 functioneert de website zelfstandig.